# Frans Albers Pistorius
François Jules Willy Alphonsus (Frans) Albers Pistorius (Aarle-Rixtel, 23 juli 1913 – Zeist, 8 juli 1981) was een Nederlands jurist en burgemeester. Hij was lid van de KVP.

## Levensloop
Frans Albers Pistorius was de enige zoon van Alphonse Emile Albers en Petronella Maria Johanna Pistorius en de kleinzoon van de kunstboterfabrikant François Albers.
Hij is  afgestudeerd in de rechten en begon zijn carrière als jurist. Daarna was hij werkzaam als rechter-plaatsvervanger. Vervolgens was hij tien jaar burgemeester van Houten, van 1 januari 1962 tot 30 april 1972.
Hij was getrouwd met Godefrida Elisabeth Maria Hermans (1916-1944) en de beeldhouwster Wilhelmina Catharina (Willy) Fokkelman (1919-2010).
In het najaar van 1969 werd Pistorius vervangen door burgemeester L. Schuman. Pistorius leed aan diabetes en kreeg te maken met het afzetten van een been. In juli 1971 ging Albers Pistorius opnieuw met ziekteverlof en nam wethouder J.W. Vulto de werkzaamheden waar. In april 1972 stopte hij definitief vanwege gezondheidsredenen.
In Houten is de Albers Pistoriusweg naar Frans Albers Pistorius vernoemd.